# Place de la poste
La place de la poste est un espace public de la ville de Kiev en Ukraine. La poste actuelle est un lieu d'exposition. La place a été profondément remaniée lors de l'ouverture de la ligne de métro et de sa station.

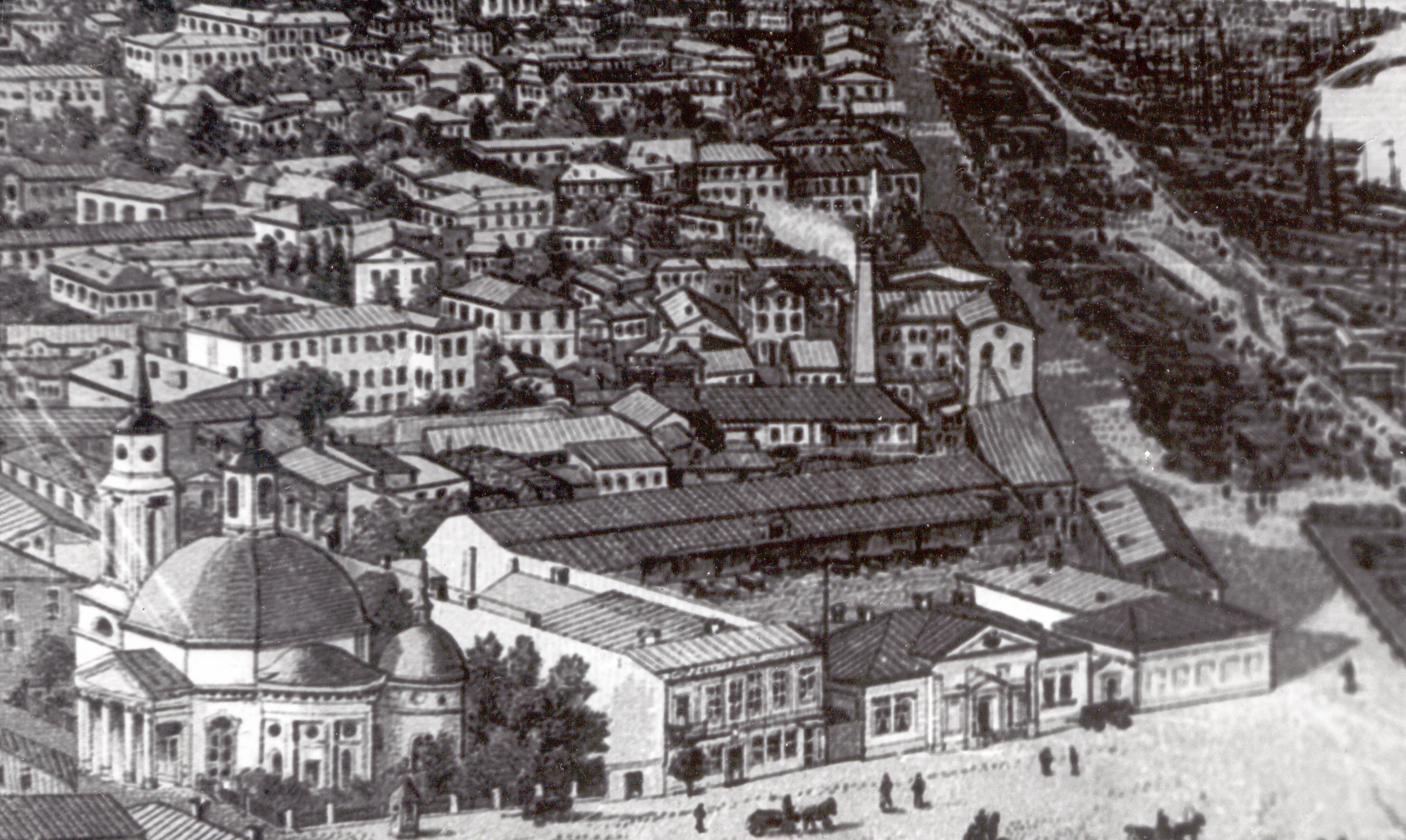
La place fin XIXe siècle.

Elle prend ce nom en 1846 avec la création de la poste, elle est aussi connue comme place de la Nativité, église présente sur la place.

## Galerie d'images

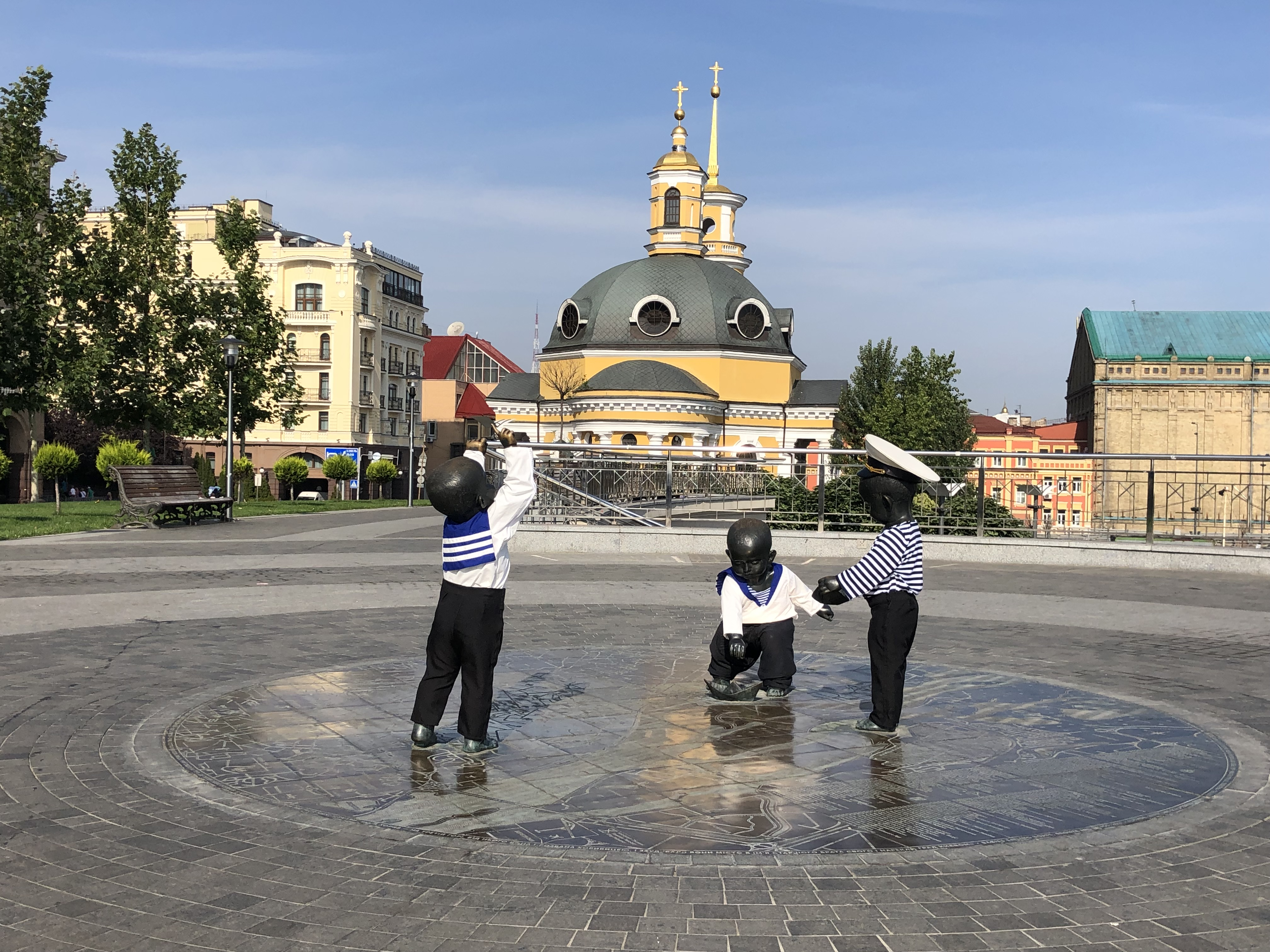
Vers l'église de la Nativité,
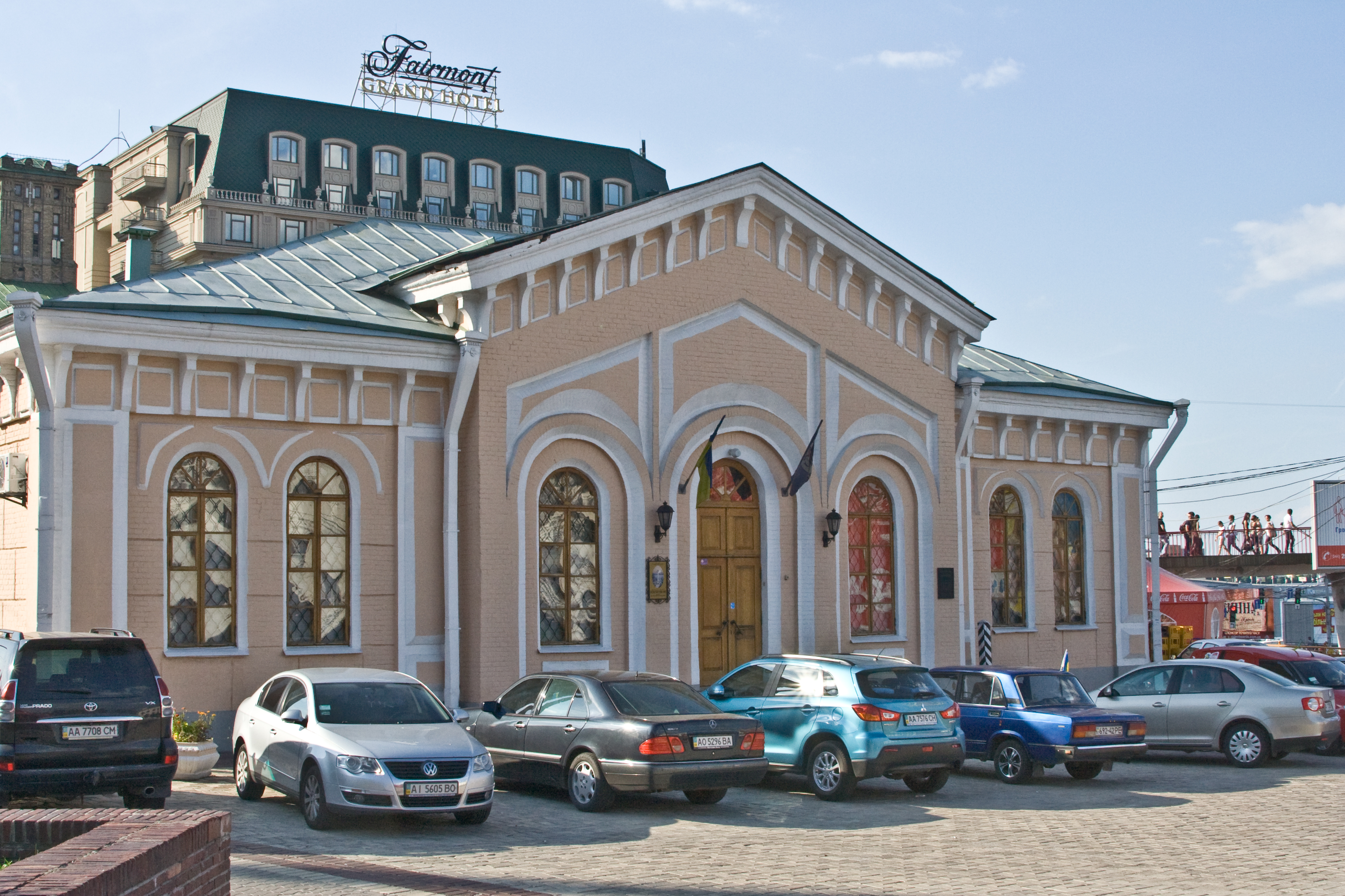
la poste de 1850, classée[1], patrimoine d'intérêt national n°27 ;
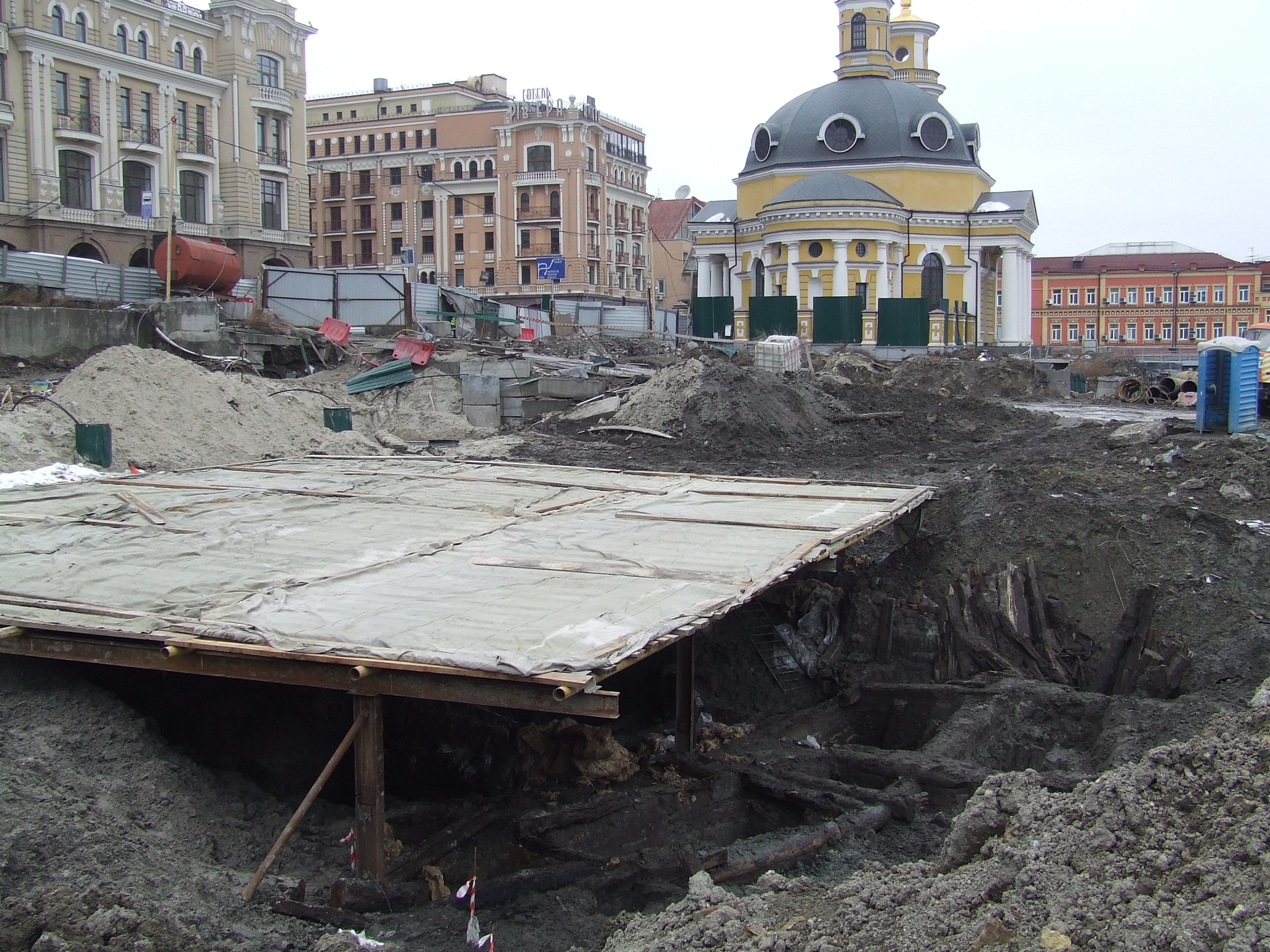
lors de fouilles en 2015,
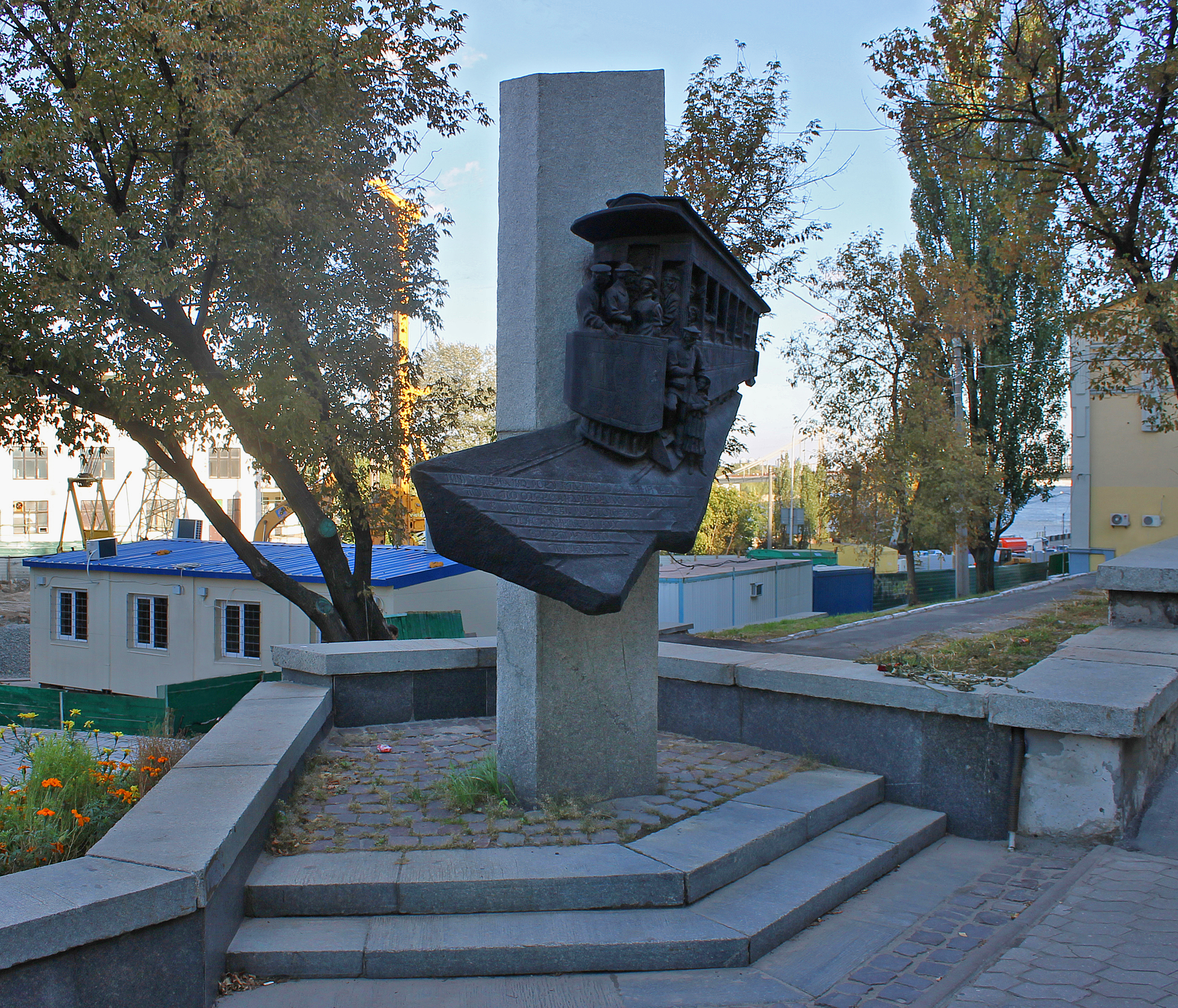
mémorial au premier tramway de Kiev, classé[2],
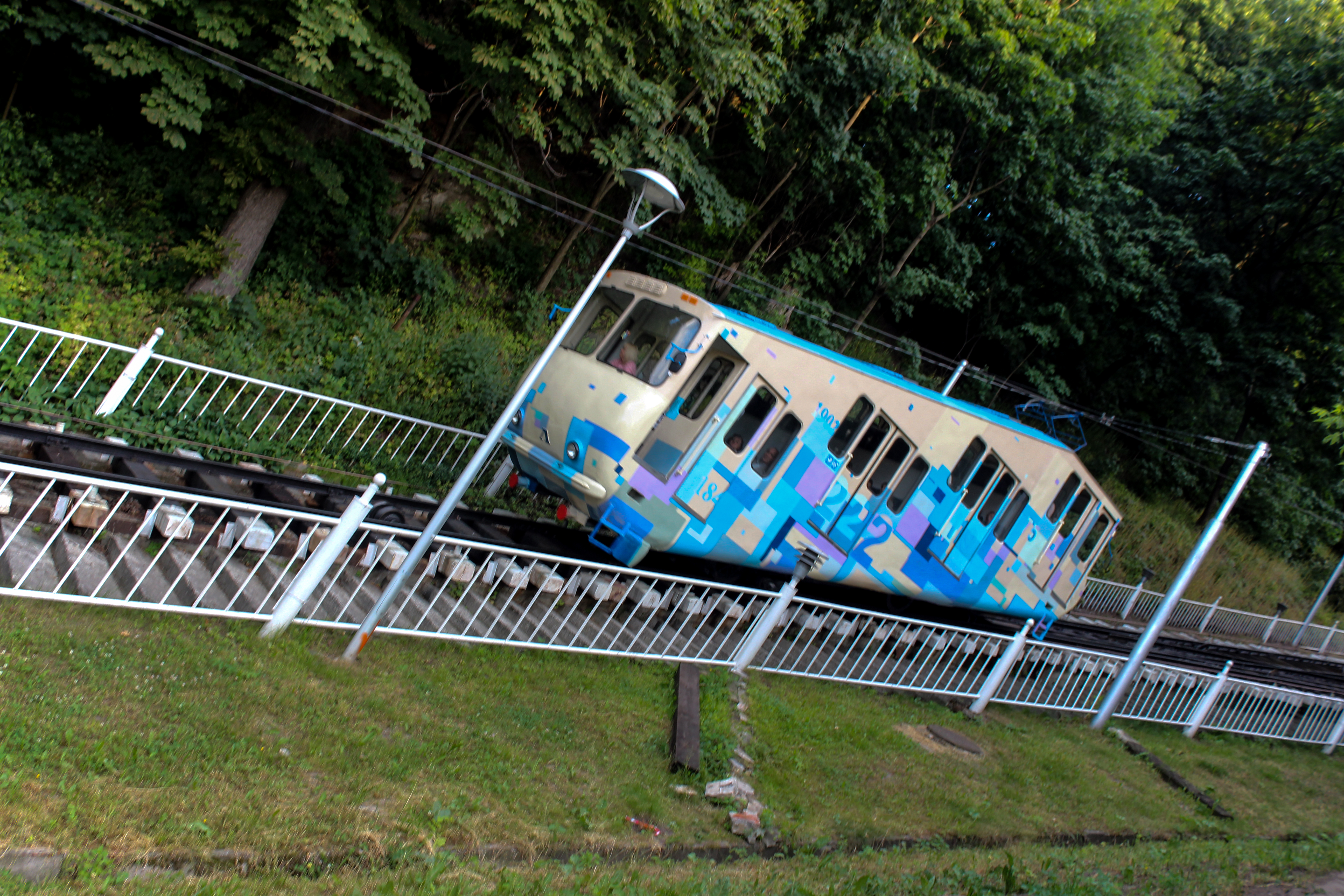
son funiculaire, classé[3],
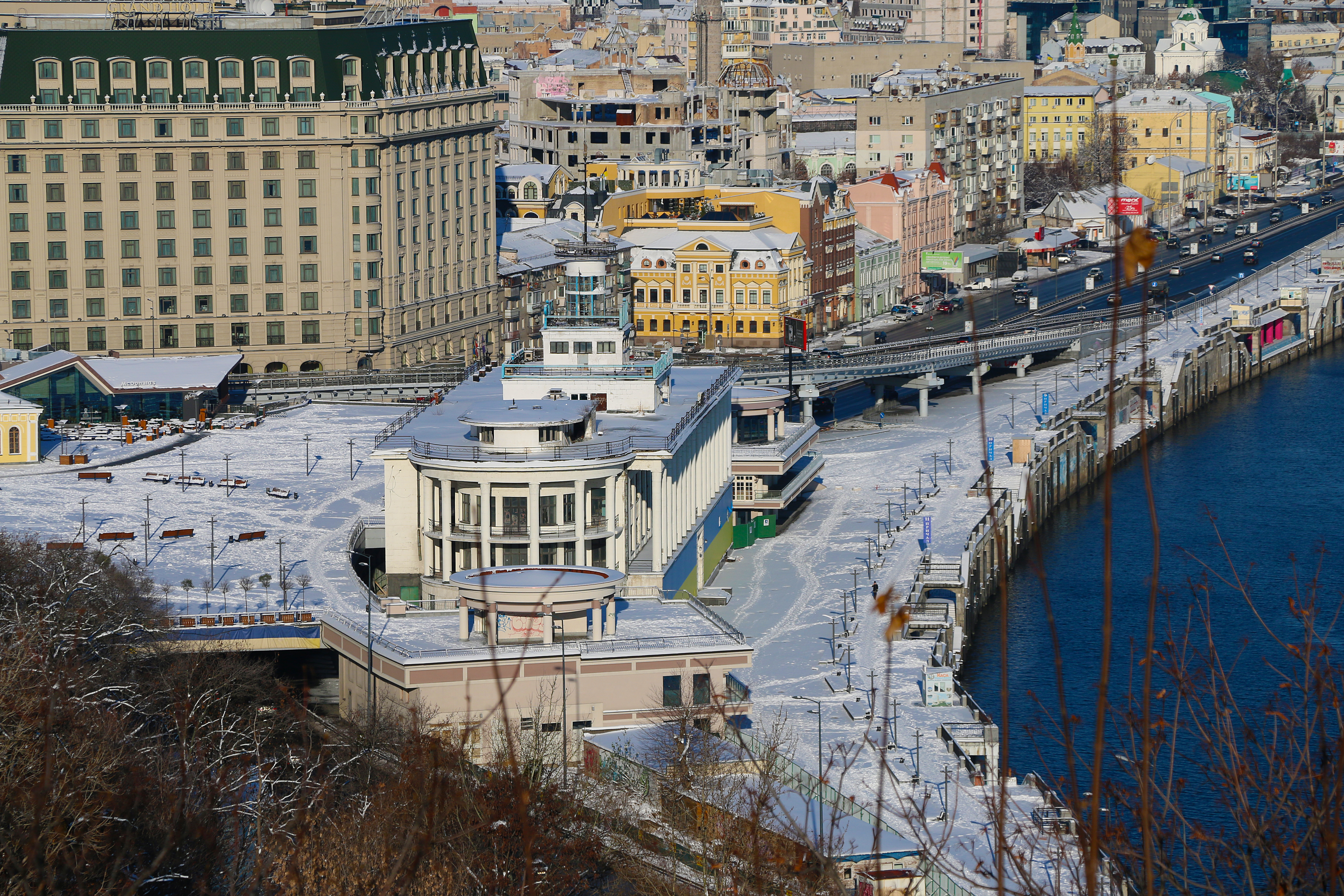
son terminal fluvial, classé[4].